# 소도회
소도회(小刀會)는 청나라 시대의 비밀 결사이다. 가장 이른 기록은 1742년에 등장한다. 주로 강소성, 안휘성, 복건성, 대만에서 활동을 했다. 처음에는 상부상조의 성격을 가졌던 것으로 반청복명과는 무관했지만, 1850년에 진경진이 샤먼에서 천지회의 곁가지로 소도회를 세웠고, 그것이 상해 농민, 유민, 수공업자, 상인에게 퍼져 나갔다.

## 샤먼 소도회 봉기
1853년 3월, 태평천국이 남경을 점령했고, 5월에는 복건성의 소도회 수령 황위, 황덕미가 봉기하여 장주, 동안, 하문, 장포를 공격하여 총병 조삼례를 패사시켰다. 하문에 정권을 세우고 듣고는 ‘한 대명 총병 대원수’(漢大明統兵大元帥)라 칭했고, 세금 면제와 태평천국과의 제휴를 선언했다. 그러나 태평천국과의 제휴는 성립되지 않았고, 청나라가 반격을 하자 10월에 하문에서 철수하여 5년간 게릴라전의 끝에 진압되었다.

## 상하이 소도회 봉기
1853년 9월, 소도회는 상해에서도 봉기를 했다. 광동성 향산 출신인 유여천, 상해 청포 출신인 주입춘 · 주수영, 복건 출신인 이함지 · 진아림, 상해 출신인 반기량 등이 지도자였으며, 반란 부대는 광동 사람이 절반을 차지하고 있었다. 소도회는 상해 지현 원조덕을 살해하고 상해 대도이자 세관 감독관인 오건창을 잡아 (후에 우 미국의 남부 침례회 선교사 예이츠의 도움으로 탈출) 주변의 가정, 청포를 점령하고 예원에 사령부를 뒀다. 소도회는 ‘대명국’을 건립하였고, 유여천은 ‘대명국 총리 정교초토 대원수’(大明國統理政教招討大元帥)를 자처했지만, 이내 ‘태평천국’으로 개명하며 홍수전과의 제휴를 모색했다.
소도회는 반청복명이 목적으로 조계의 공격이 목적이 아니라고 표명했다. 때문에, 미국 · 영국 · 프랑스는 중립을 지켰다. 이때 대량의 난민이 조계에 유입되었고, 이로 인해 중국인과 외국인의 분리 거주하는 원칙이 무너지면서 섞여 사는 주거지가 되었다.
1854년 4월에 청군과 서양인 거주자에 의한 주둔군과 자경단이 충돌했다. 이 니성 전투에서 주수영 등 낭자군이 자경단 측에 가세하면서 청나라 측은 300명의 사망자를 내고 패배했다. 때문에 오건창은 상하이 세관과 조계의 권익을 조건으로 미국 · 영국 · 프랑스에게 소도회 진압을 지지해 달라고 요청했다. 12월에 프랑스는 소도회에 선전포고를 했고, 이듬해 1월 북문 전투에서 청은 현성을 공격하여 주수영을 사로잡고 처형했다. 2월, 유여천은 포위를 돌파했지만 전사했다. 일부 잔당들은 진강으로 피해와서 태평천국에 합류했다.

## 같이 보기
- 홍문
- 천지회
- 삼합회